# Maintirano
Maintirano es una ciudad costera y comuna urbana ubicada al oeste de Madagascar aproximadamente 325 kilómetros al oeste de la capital Antananarivo. Pertenece al distrito de Maintirano y es la capital de la Región de Melaky. 

## Historia
Maintirano era la capital de la antigua provincia de Mahajanga, suprimida en el 2004, con la creación de la región de Melaky, de la cual sigue siendo capital.

## Geografía
Maintirano se encuentra ubicada en la costa occidental de la isla de Madagascar, a orillas del océano Índico, en el canal de Mozambique que separa la separa del continente africano. El clima es bastante caliente.

## Demografía
La población de la comuna se estima en 16.000 habitantes (aproximadamente). La ciudad está habitada principalmente por miembros de la etnia sakalava.

## Economía
El 55% de la población trabaja en la pesca, el 34% en la agricultura, especialmente en el cultivo del banano y en otros productos como el maíz, la batata y el arroz; el 10,2% trabaja en servicios y el 0,8% en la industria.
Produce principalmente camarones y carne de res.

## Infraestructura
Además de la enseñanza primaria, la ciudad ofrece educación secundaria y estudios de escuela superior. La ciudad cuenta con un hospital y un palacio de justicia.

## Transporte
Maintirano posee un aeropuerto local y un puerto marítimo. Por vía terrestre el acceso a la región es difícil debido a la falta de carreteras. 

## Personajes ilustres
- Paulin Voavy (1987) futbolista.